# La Conséquence
Pour plus de détails, voir Fiche technique et Distribution.
La Conséquence (Die Konsequenz) est un film allemand réalisé par Wolfgang Petersen à partir de l'autobiographie de l'écrivain Alexander Ziegler sorti en 1977.

## Synopsis
Thomas, âgé de quinze ans, est le fils d'un gardien de prison. Il tombe amoureux d'un prisonnier, un acteur homosexuel nommé Martin. Quand Martin sort de prison, Thomas annonce son homosexualité à ses parents, qui le chassent. Le père fait ensuite enfermer son fils dans une maison de correction. Thomas parvient cependant à s'enfuir avec l'aide de Martin. Mais sa vie est ensuite très difficile, entre prostitution et tentatives de suicide. 

## Fiche technique
- Titre : La Conséquence
- Titre original : Die Konsequenz
- Réalisation : Wolfgang Petersen
- Scénario : Wolfgang Petersen et Alexander Ziegler d'après son roman
- Photographie : Jötg Michael Baldenius
- Montage : Hannes Nikel
- Musique : Niels Sustrate
- Société de production : Solaris Film
- Pays :  Allemagne de l'Ouest
- Genre : Drame
- Noir et blanc
- Durée : 100 minutes
- Dates de sortie : 
  -  Allemagne de l'Ouest : 2 décembre 1977
  -  France : 21 juin 1978

## Distribution
- Jürgen Prochnow : Martin Kurath
- Ernst Hannawald : Thomas Manzoni
- Werner Schwuchow : Diethelm, l'éducateur
- Hans-Michael Rehberg : Rusterholz, chef d'établissement
- Hans Putz : Enrico
- Elisabeth Fricker : Babette
- Walo Lüönd : Giorgio Manzoni, le père
- Edith Volkmann : Frau Manzoni, la mère
- Erwin Kohlund : le directeur Reichmuth
- Alexis von Hagemeister : Clemens Krauthagen
- Alexander Ziegler : un détenu participant à la pièce de théâtre;
- Jan Groth